# Marquinhos Cipriano
Marcos Robson Cipriano, meglio conosciuto come Marquinhos Cipriano (Catanduva, 27 marzo 1999), è un calciatore brasiliano, attaccante del Sion.

## Statistiche

### Cronologia presenze e reti in nazionale
| Cronologia completa delle presenze e delle reti in nazionale ― Brasile under 20 | Cronologia completa delle presenze e delle reti in nazionale ― Brasile under 20 | Cronologia completa delle presenze e delle reti in nazionale ― Brasile under 20 | Cronologia completa delle presenze e delle reti in nazionale ― Brasile under 20 | Cronologia completa delle presenze e delle reti in nazionale ― Brasile under 20 | Cronologia completa delle presenze e delle reti in nazionale ― Brasile under 20 | Cronologia completa delle presenze e delle reti in nazionale ― Brasile under 20 | Cronologia completa delle presenze e delle reti in nazionale ― Brasile under 20 |
| Data                                                                            | Città                                                                           | In casa                                                                         | Risultato                                                                       | Ospiti                                                                          | Competizione                                                                    | Reti                                                                            | Note                                                                            |
| ------------------------------------------------------------------------------- | ------------------------------------------------------------------------------- | ------------------------------------------------------------------------------- | ------------------------------------------------------------------------------- | ------------------------------------------------------------------------------- | ------------------------------------------------------------------------------- | ------------------------------------------------------------------------------- | ------------------------------------------------------------------------------- |
| 19-1-2019                                                                       | Rancagua                                                                        | Colombia under 20                                                               | 0 – 0                                                                           | Brasile under 20                                                                | Sudamericano Sub-20 2019 - 1º turno                                             | -                                                                               | 90’                                                                             |
| 21-1-2019                                                                       | Rancagua                                                                        | Brasile under 20                                                                | 2 – 1                                                                           | Venezuela under 20                                                              | Sudamericano Sub-20 2019 - 1º turno                                             | -                                                                               | 68’ 76’                                                                         |
| 25-1-2019                                                                       | Rancagua                                                                        | Brasile under 20                                                                | 1 – 0                                                                           | Bolivia under 20                                                                | Sudamericano Sub-20 2019 - 1º turno                                             | -                                                                               | 67’                                                                             |
| Totale                                                                          |                                                                                 | Presenze                                                                        | 3                                                                               |                                                                                 | Reti                                                                            | 0                                                                               |                                                                                 |

## Palmarès

### Club

#### Competizioni nazionali
- Coppa d'Ucraina: 1

Šachtar: 2018-2019
- Campionato ucraino: 2

Šachtar: 2018-2019, 2019-2020
- Campeonato Brasileiro Série B: 1

Cruzeiro: 2022